# George Santayana
Jorge Agustín Nicolás Ruiz de Santayana y Borrás, được gọi bằng tiếng Anh là George Santayana (/ˌsæntiˈænə, -ˈɑːnə/; 16 tháng 12 năm 1863 - 26 tháng 9 năm 1952), là một nhà triết học, người viết luận, nhà thơ và tiểu thuyết gia. Là người Tây Ban Nha, Santayana lớn lên và được giáo dục ở Mỹ từ năm 8 tuổi và tự nhận mình là người Mỹ, mặc dù ông luôn giữ hộ chiếu Tây Ban Nha hợp pháp. Ông viết bằng tiếng Anh và thường được coi là một tri thức Mỹ. Ở tuổi 48, Santayana rời bỏ vị trí của mình tại Harvard và ổn định cuộc sống ở châu Âu.
Santayana được nhiều người biết đến với những câu cách ngôn, chẳng hạn như "Những người không nhớ nổi quá khứ sẽ lập lại quá khứ", "Chỉ người chết mới từng nhìn thấy sự kết thúc của chiến tranh", và định nghĩa về cái đẹp như là "niềm vui được khách quan hóa." Mặc dù là một người vô thần, ông rất trân trọng các giá trị, tập quán và thế giới quan của Công giáo Tây Ban Nha, môi trường ông được nuôi dưỡng. Santayana là một nhà phê bình văn hóa trên phạm vi rộng trên nhiều lĩnh vực. Ông bị ảnh hưởng sâu sắc bởi cuộc sống và tư tưởng của Spinoza; và trên nhiều khía cạnh, là một Spinozist tận tụy.